# Jónssonfunktion
Inom matematiken är en ω-Jónssonfunktion för en mängd x av ordinaltal en funktion {\displaystyle f:[x]^{\omega }\to x} så att för varje delmängd y av x med samma kardinalitet som x är restriktionen av {\displaystyle f} till {\displaystyle [y]^{\omega }} surjektiv på {\displaystyle x}. Här betecknar {\displaystyle [x]^{\omega }} mängden av strikt växande följder av medlemmar av {\displaystyle x}, eller ekvivalent familjen av delmängder av {\displaystyle x} med ordningstyp {\displaystyle \omega }. Jónssonfunktioner är uppkallade efter Bjarni Jónsson.
Erdős och Hajnal (1966) bevisade att för varje ordinaltal λ finns det en ω-Jónssonfunktion.
Kunens bevis av Kunens inkonsistenssats använder en Jónssonfunktion för kardinaltal λ så att 2λ = λℵ0, och Kunen observerade att för detta specialfall finns det ett enklare bevis av existensen av Jónssonfunktioner. Galvin och Prikry (1976) gav ett enkelt bevis av det allmänna fallet. 
Existensen av Jónssonfunktioner medför speciellt att det för varje kardinaltal finns en algebra med en infinitär operation som inte har någon äkta delalgebra med samma kardinalitet. Speciellt gäller att om infinitära operationer tillåts så finns det en analogi till Jónssonalgebror i varje kardinalitet, så det finns inga infinitära analogier till Jónssonkardinaltal.